# Jacques Prévert
« Prévert » redirige ici. Pour les autres significations, voir Prévert (homonymie).
Jacques Prévert, né le 4 février 1900 à Neuilly-sur-Seine et mort le 11 avril 1977 à Omonville-la-Petite, est un poète et scénariste français.
Auteur de recueils de poèmes, parmi lesquels Paroles (1946), il devint un poète populaire grâce à son langage familier et à ses jeux sur les mots. Ses poèmes sont depuis  célèbres dans le monde francophone et massivement appris dans les écoles françaises.
Il a également écrit des sketchs et des chœurs parlés pour le théâtre, des chansons, des scénarios et des dialogues pour le cinéma où il est un des artisans du réalisme poétique. Il a aussi réalisé de nombreux collages sonores à partir des années 1940.

## Biographie

### Enfance
Jacques André Marie Prévert, deuxième enfant d'André Louis Marie Prévert, un homme de lettres âgé de 29 ans, et de Marie Clémence Catusse épouse Prévert, 22 ans, naît au 19 de la rue de Chartres à Neuilly-sur-Seine le 4 février 1900. Il y passe son enfance. Jacques a un frère ainé, Jean, né en 1898, qui meurt en 1915 de la fièvre typhoïde. Il a aussi un frère cadet, Pierre, né le 26 mai 1906.
Son père André Prévert, bonapartiste anticlérical, exerce divers métiers pour gagner sa vie et fait de la critique dramatique et cinématographique par plaisir. Il l'emmène souvent au théâtre et au cinéma. Marie Clémence, sa mère, d'origine auvergnate et ancienne vendeuse aux Halles de Paris,, l'initie à la lecture.
En 1906, André Prévert perd son emploi à la compagnie d'assurance La Providence. Sans le sou, la famille déménage à Toulon, place Armand-Vallée au-dessus du bistrot d'un hôte jusqu'à ce que le père de famille trouve un emploi à l'Office central des œuvres charitables. En 1907, la famille revient à Paris et s'installe près du jardin du Luxembourg, rue de Vaugirard, dans un tout petit logement avec eau sur le palier. Jacques Prévert s'ennuie à l'école et fait souvent l'école buissonnière en parcourant Paris avec la complicité de son père.

### Débuts
Dès l'âge de 15 ans, après son certificat d'études primaires, il abandonne les études. Il multiplie alors les petits travaux, notamment au grand magasin Le Bon Marché. Il commet quelques larcins et fréquente des voyous mais n'est jamais inquiété par la police : « La virginité de mon casier judiciaire reste encore pour moi un mystère », écrira-t-il plus tard. Mobilisé le 15 mars 1920, il effectue son service militaire d'abord à Saint-Nicolas-de-Port où il rencontre Yves Tanguy, puis il réussit à se faire affecter en 1921 à Constantinople, occupée par les troupes alliées depuis la fin de la Première Guerre mondiale. Il y fait la connaissance du traducteur et futur éditeur Marcel Duhamel.
En 1922, il retourne à Paris et y vivote en faisant de petits métiers. Avec Yves Tanguy, il fréquente également la Maison des amis des livres, une librairie rue de l'Odéon, tenue par Adrienne Monnier, qui leur fait découvrir la littérature et des personnalités comme André Breton et Louis Aragon. Il est hébergé de 1924 à 1928 par Marcel Duhamel qui s'est installé au 54 de la rue du Château près de Montparnasse — Duhamel dirige l’hôtel Grosvenor qui appartenait à son oncle et qui est sis non loin de là.
L'appartement de la rue du Château devient l'endroit de rencontre du mouvement symboliste et surréaliste. C'est en fait un logement collectif qui accueille tous les amis désargentés de Duhamel : Raymond Queneau, Yves Tanguy. C'est là que Prévert trouve le terme de « cadavre exquis » pour définir le jeu littéraire auquel ses amis et lui se livrent.
Le 30 avril 1925, Prévert épouse Simone Geneviève Dienne (1903-1994), son amie d'enfance devenue violoncelliste dans un cinéma de la rue de Cluny pour accompagner les films muets. En 1928, il quitte la rue du Château pour s'installer avec elle au pied de la butte Montmartre et se lance dans l'écriture : en février, il compose Les animaux ont des ennuis, son premier poème. On lui présente alors le comédien Pierre Batcheff, qui cherche un scénariste pour son premier film ; c'est un coup de foudre amical et les Batcheff, émus par les conditions de vie très modestes du couple Prévert, décident de l'héberger chez eux. En 1929, plusieurs de ses poèmes paraissent dans des revues — en 1931, Tentative de description d'un dîner de têtes à Paris-France est remarqué dans le milieu littéraire. Trop indépendant d'esprit pour faire partie d'un groupe constitué, quel qu'il soit, Prévert supporte mal les exigences d'André Breton et la rupture est consommée en 1930.
Jacques Prévert ne se sent pourtant pas encore écrivain. Il s’installe rue Dauphine et intègre le groupe des Lacoudem, ceux qui se serrent les coudes, avec sa femme, son frère et, entre autres, Pierre Batcheff,.

### Un essor politique
En 1932, à l'initiative du communiste Paul Vaillant-Couturier, Jacques Prévert est sollicité par le groupe Octobre pour écrire des textes contestataires d’agitation-propagande. Sa verve, son humour, son aisance à rédiger très rapidement sur des sujets d’actualité brûlants, font la notoriété du groupe. Le plus célèbre de ces textes, La Bataille de Fontenoy, se moque des hommes politiques de l’époque. La pièce est présentée en 1933 aux Olympiades internationales du théâtre ouvrier à Moscou, devant Staline, qui quitte la salle, mécontent de cette moquerie à l'égard de tous les va-t-en-guerre. Mais la représentation est encensée par le public et la Pravda en fait une critique élogieuse. De 1932 à 1936, le groupe est très actif et se produit dans des usines en grève (Citroën), des manifestations, en pleine rue, ou encore dans des bars. Prévert est l’auteur principal et Lou Bonin le metteur en scène. Les textes, en prise directe avec l’actualité nationale ou internationale, sont écrits à chaud, et les représentations données après à peine une nuit de répétition. Aux côtés de Jacques Prévert et de son frère Pierre, on trouve Raymond Bussières, Marcel Mouloudji, Maurice Baquet, Margot Capelier, Agnès Capri et de futurs cinéastes, Paul Grimault, Yves Allégret et Jean-Paul Le Chanois. Avec ces amis et fidèles, Prévert continuera à travailler par la suite. À l'été 1932, la troupe est invitée à Moscou où Jacques Prévert ne devient pas militant communiste. Le groupe se sépare le 1er juillet 1936, à la suite d’une dernière représentation de leur spectacle, Tableau des merveilles. Prévert se consacre alors pleinement au cinéma.
Toute sa vie, Jacques Prévert témoigne d'un engagement politique sincère. Certains observateurs n'hésitent pas à apparenter ce surréaliste inclassable au courant libertaire : anarchiste de cœur, Prévert se dit « rêveur » ou « artisan » plutôt que « poète »,. En 2012, Jean-Louis Trintignant l’intègre dans son spectacle Trois poètes libertaires, aux côtés de Boris Vian et de Robert Desnos. Cet engagement est à l'origine de ses plus belles réussites et de nombre de ses déboires. Le groupe Octobre, avec lequel il se fit remarquer, était une troupe de théâtre itinérante qui allait jouer dans les usines en grève.
Le cinéaste Jean Renoir, compagnon de route du Parti communiste français, travaille tout naturellement avec lui, en particulier sur Le Crime de monsieur Lange. Jean Grémillon, dans son film Lumière d'été sorti en 1943 met en scène l'oisiveté et le travail. Enfin, le film de  Marcel Carné, sorti en 1942, Les Visiteurs du soir s'achève, après que le diable a transformé en statues de pierre les amoureux qui lui résistaient, par un battement sourd et cette réplique : « Ce cœur qui bat, qui bat…». Ces paroles peuvent être mises en regard  d'un poème de Prévert écrit plusieurs années plus tôt, La Crosse en l'air (1936) : « où il avait déjà utilisé cette métaphore du cœur que rien ne peut détruire pour évoquer la résistance à Franco. Ce cœur, c'était «le cœur de la révolution», ce cœur écrivait-il, que rien... personne ne peut empêcher d'abattre ceux qui veulent l'empêcher de battre... de se battre... de battre. ».
Sensibilisé à la guerre d'Indochine, Jacques Prévert, publia pour la première fois son poème, « Prévert pose une question » dans le livre de 300 pages que Jean-Paul Sartre a consacré en 1953 à l'affaire Henri Martin, devenu ensuite « Entendez-vous, gens du Vietnam, repris dans son recueil La Pluie et le Beau Temps en 1955. Il y fait allusion à l'affaire des piastres :

« dans de merveilleux décors

tombaient les pauvres figurants de la mort

Seuls les gens du trafic des piastres

criaient bis et applaudissaient. »

### Cinéma
Il est le scénariste et le dialoguiste de plusieurs grands films français des années 1935-1945, notamment Drôle de drame, Le Quai des brumes, Le jour se lève, Les Visiteurs du soir, Les Enfants du paradis et Les Portes de la nuit de Marcel Carné, Le Crime de monsieur Lange de Jean Renoir, Remorques et Lumière d'été de Jean Grémillon. Il adapte deux contes d'Andersen, d'abord La Bergère et le Ramoneur, qui devient Le Roi et l'Oiseau, film d'animation de Paul Grimault en 1957, puis, en 1964, Grand Claus et Petit Claus, à la télévision, Le Petit Claus et le Grand Claus de son frère Pierre Prévert.

### Prévert et ses interprètes
Pendant la Seconde Guerre mondiale, il protège son ami juif Joseph Kosma, qui, grâce à lui, peut poursuivre son travail de musicien, et il aide également le décorateur Alexandre Trauner à se cacher.
Ses poèmes sont mis en musique par Joseph Kosma dès 1935 (À la belle étoile). Ses interprètes sont, entre autres, Agnès Capri, Germaine Montero, Juliette Gréco, les Frères Jacques, Yves Montand, Mouloudji, etc.
C’est en 1938 au bord du paquebot Normandie à destination de New-York que Jacques Prévert et Jacques Canetti se rencontrent. Le premier accompagne l’actrice Jacqueline Laurent qui fait ses débuts au cinéma et dont il est amoureux. Le second, directeur artistique de Radio Cité, va à New-York pour voir comment on fait de la radio outre-Atlantique. L’un et l’autre se connaissent de nom. Ils ont pour amies Marianne Oswald et Agnès Capri, qui chantent déjà les chansons de Prévert au « Bœuf sur le Toit » de Jean Cocteau. Ils promettent de se revoir, mais la guerre arrive.[réf. nécessaire]
Pendant la Seconde Guerre mondiale, il se réfugie à Nice,.
En 1949, à Saint-Germain-des-Prés, les Frères Jacques font un triomphe avec Exercices de style de Raymond Queneau. Jacques Canetti, producteur musical des disques Polydor, leur propose de les enregistrer sur un disque consacré aux chansons de Prévert. Canetti fait ensuite enregistrer du Prévert par Juliette Gréco, Yves Montand, Catherine Sauvage, ou encore Serge Reggiani. Sans oublier Jacques Prévert lui-même, qu'il enregistre en le faisant accompagner à la guitare par Henri Crolla.[réf. nécessaire]
En 1975, Prévert et Canetti retrouvent leur complicité grâce au compositeur espagnol Sebastian Maroto, qui compose avec Jacques Prévert ses dernières chansons ; treize chansons aux lignes mélodiques claires. Ces chansons sont, à la demande de Canetti et de Prévert, chantées par Zette, la femme du compositeur, et elles paraissent en disque vinyle aux Productions Jacques Canetti.[réf. nécessaire]
Au lendemain de la guerre, l’éditeur René Bertelé obtient de Prévert l’autorisation de rassembler en un recueil ses nombreux textes et poèmes parus depuis les années 1930 dans des revues littéraires. Sorti en mai 1946, Paroles est le premier livre signé Prévert. Il en a lui-même créé le graphisme, à partir d’une photo de graffiti de son ami Brassaï. Le succès, critique comme public, est foudroyant. Le style joyeusement iconoclaste de Prévert et ses thèmes de prédilection, les bonheurs simples, la révolte et l’amour, séduisent autant le cercle de Saint-Germain-des-Prés que le grand public. En quelques semaines, les 5 000 exemplaires du premier tirage s’envolent. Une nouvelle édition enrichie est vite publiée, et ses poèmes sont traduits en anglais, en italien, en japonais, etc. D’autres recueils suivront — Spectacle, La pluie et le beau temps, Histoires, Fatras, Imaginaires, Choses et Autres —, dans lesquels aphorismes, dessins, collages, sketches voisinent avec les poèmes. Parallèlement à ses propres recueils, Prévert cosigne des ouvrages avec des photographes, des peintres ou des illustrateurs pour enfants (Jacqueline Duhême, Elsa Henriquez, Ylla…). Jacques Prévert prend alors ses distances avec le cinéma afin de se consacrer à l'écriture.
En 1948, il confie à Henri Crolla la composition des musiques de ses chansons, dont La Chanson des cireurs de souliers de Broadway destinée à Montand. Il se sépare de Kosma qui a pris le parti du producteur dans le film Le Roi et l'Oiseau que Paul Grimault jugeait inachevé. Le film sort dans une première version désavouée par les auteurs Grimault et Prévert, sous le titre La Bergère et le Ramoneur. C'est la fin de sa collaboration avec Kosma.

### Accident et période d'expositions picturales
Le 12 octobre 1948, Jacques Prévert, avec Alexandre Trauner, Nicolas Bataille, Pierre Prévert et Joseph Kosma, se rend au 116 de l'avenue des Champs-Élysées, dans les bureaux de la Radiodiffusion française, invité par Simone Dubreuilh, chargée de l'émission de cinéma « Actualités de Paris ». Il doit y parler du Petit Soldat, un court-métrage d'animation de Paul Grimault dont il est coscénariste, et d'Hécatombe, dont il a écrit le scénario et qui est en attente de réalisation (le projet sera abandonné à la suite de l'accident). Alors qu'il discute dans le bureau 102, au deuxième étage, il prend légèrement appui sur une porte-fenêtre. Celle-ci n'était pas verrouillée, avec ses deux battants s'ouvrant vers l'extérieur et un garde-corps absent (les Allemands, qui occupaient l'immeuble pendant l'Occupation, l'avait enlevé pour installer une mitrailleuse). La porte-fenêtre s'ouvrit donc brutalement et Prévert, déséquilibré, tomba dans le vide. Dans sa chute, il tenta de prendre appui sur une plaque en tôle qui supportait l'enseigne du cinéma des Champs-Élysées mais celle-ci céda et il heurta alors, la tête la première, le trottoir cinq mètres plus bas. Il sera rapidement emmené à l'hôpital Marmottan tout proche, évacué par un car de police car de nombreuses forces de police se trouvaient sur l'avenue, en prévision d'une foule venue pour le retour de Marcel Cerdan des États-Unis après son titre de champion du monde. Il souffre alors d'une fracture du crâne, d'autres fractures et son pronostic vital est engagé. Prévert restera dix jours dans le coma et en convalescence pendant plusieurs mois. Il restera marqué par des séquelles neurologiques irréversibles. Le hasard a voulu que Pierre Bergé, qui était arrivé le jour même, pour la toute première fois, dans la capitale, fût témoin de l'accident alors qu'il se promenait sur les Champs-Élysées. En repos forcé plusieurs mois à Saint-Paul-de-Vence, il se met à pratiquer assidûment le collage, qui constitue pour lui une autre forme de poésie. Parallèlement à sa production de collages, il se consacre à des dessins animés et à des films pour enfants et collabore à de nombreux ouvrages avec ses amis peintres, dessinateurs et photographes, le plus souvent pour des éditions limitées : Grand Bal du printemps avec le photographe Izis Bidermanas, Les Chiens ont soif avec Max Ernst, textes pour le peintre Miró, pour le photographe Robert Doisneau, etc. Il travaille aussi avec des illustrateurs : il réalise en 1953 L’Opéra de la Lune avec Jacqueline Duhême, pionnière de l’illustration pour enfants, ou encore Lettre des îles Baladar, avec le dessinateur André François.
Jacques Prévert a longtemps vécu dans des meublés et des hôtels, avant de s'installer en 1956 dans un appartement au 6 bis, cité Véron dans le quartier des Grandes-Carrières, au fond d'une petite impasse derrière le Moulin-Rouge, sur le même palier que Boris Vian qui se produit au cabaret de son frère Pierre Prévert — La Fontaine des Quatre-Saisons — où il se plaît à accueillir les spectateurs de renom coiffé d'une casquette de chasseur marquée en lettres dorées au nom du cabaret,.
En 1957, Jacques Prévert expose pour la première fois à la galerie Maeght une série de collages, genre artistique insolite et inclassable qu’il pratique avec passion depuis 1948. Suivront le Musée Grimaldi à Antibes en 1963 et, un an plus tard, la galerie Knoedler à Paris qui présentent cent douze collages de Jacques Prévert provenant de sa collection personnelle, et de celles de ses amis Picasso, René Bertelé, Marcel Duhamel, André Villers, Betty Bouthoul et Renée Laporte. Ses collages sont un prolongement direct de son écriture imagée, inspirés de la tradition surréaliste et d’une grande liberté formelle, ils jouent sur le détournement d’aphorismes ou d’expressions populaires, la relecture ou la réappropriation d’images existantes. Ses collages s’intègreront tant et si bien à son œuvre poétique qu'il en publiera cinquante-sept dans son recueil Fatras (1966) et vingt-cinq dans Imaginaires (1970).
Le domicile secondaire de la famille Prévert est à Antibes, mais, à la suite de la résiliation de son bail par le propriétaire, il quitte cette ville. En 1971, sur les conseils du décorateur Alexandre Trauner, il achète une maison à Omonville-la-Petite, à l'extrémité nord-ouest du Cotentin, dans la pointe de la Hague (département de la Manche).

### Mort
Le 11 avril 1977, il meurt à son domicile d'Omonville-la-Petite, des suites d'un cancer du poumon, lui qui fumait trois paquets de cigarettes par jour et en avait toujours une à la bouche. Il était âgé de 77 ans.
Aux côtés de sa femme, de sa fille et de son ami Alexandre Trauner, il est enterré au cimetière entourant l'église d'Omonville-la-Petite, où l'on peut également visiter sa maison. Non loin de là, à Saint-Germain-des-Vaux, ses amis ont aménagé un jardin dédié au poète.

### Famille et vie privée
Le 30 avril 1925, il épouse Simone, son amie d'enfance dont il divorce en 1935. Il vit une histoire d'amour avec la comédienne Jacqueline Laurent en 1936, puis avec une jeune actrice de quinze ans, Claudy Emanuelli (dite Claudy Carter), et enfin en 1943 avec Janine Fernande Tricotet (1913-1993), élève du danseur Georges Pomiès, qu'il épouse le 4 mars 1947 et avec qui il a une fille, Michèle (1946,-1986).
Sa petite-fille, Eugénie Bachelot-Prévert, gère aujourd'hui l'œuvre de son grand-père.
Un chien de race briard de Jacques Prévert nommé Ergé est élu le 11 mai 1953 satrape du Collège de 'Pataphysique en même temps que son maître.

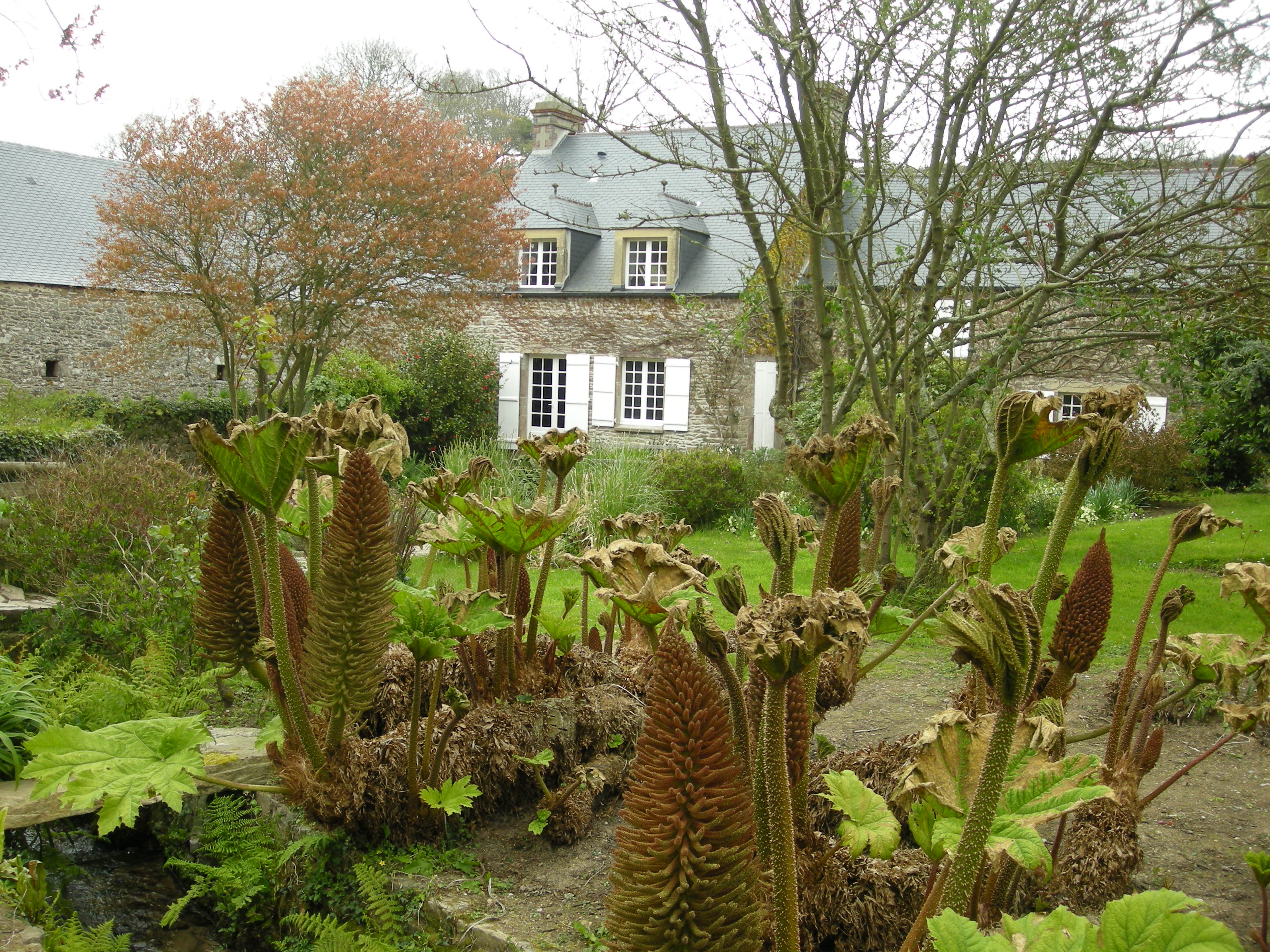
La maison Jacques-Prévert à Omonville-la-Petite.
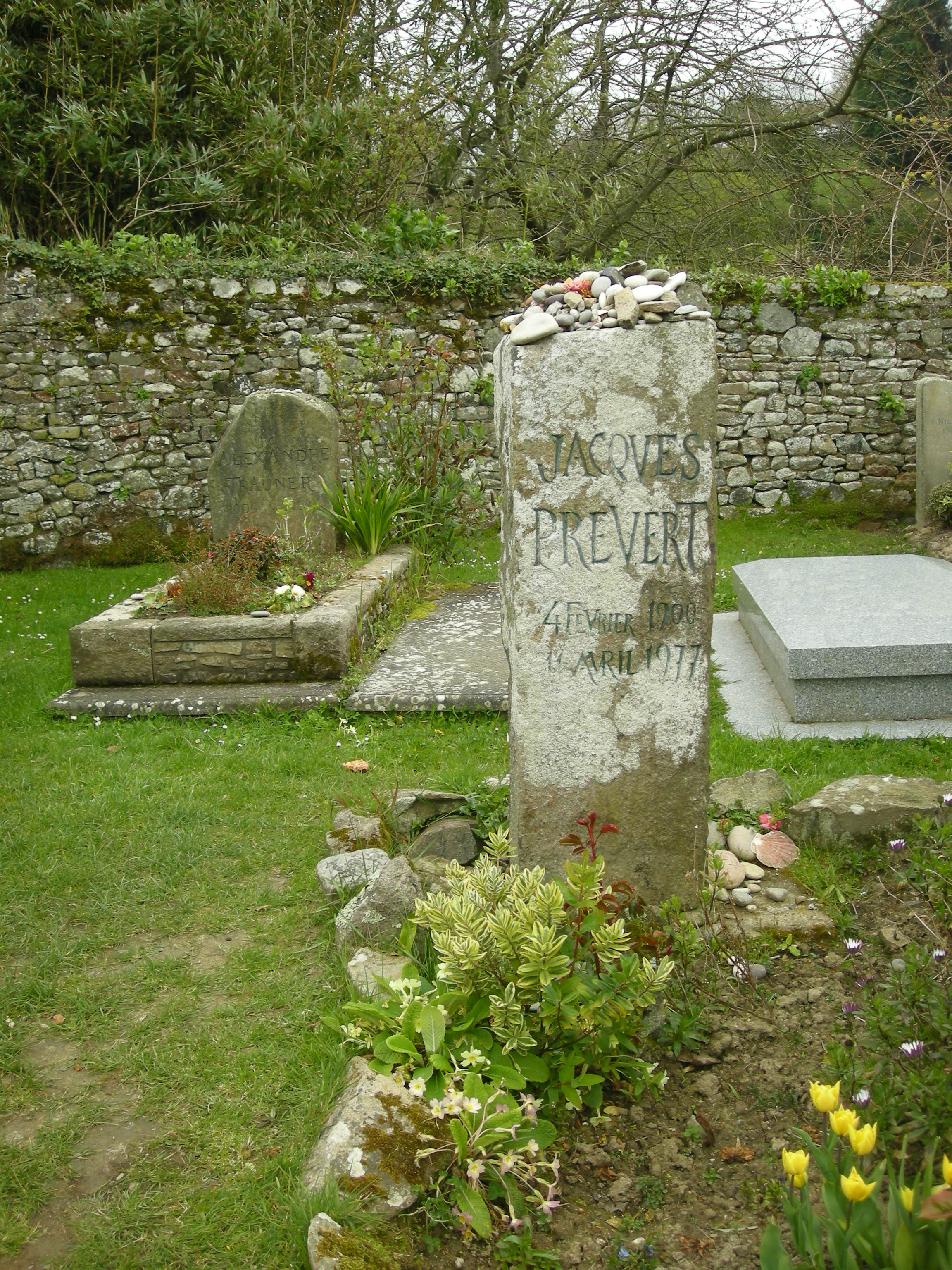
La tombe de Prévert, à côté de celle d'Alexandre Trauner.
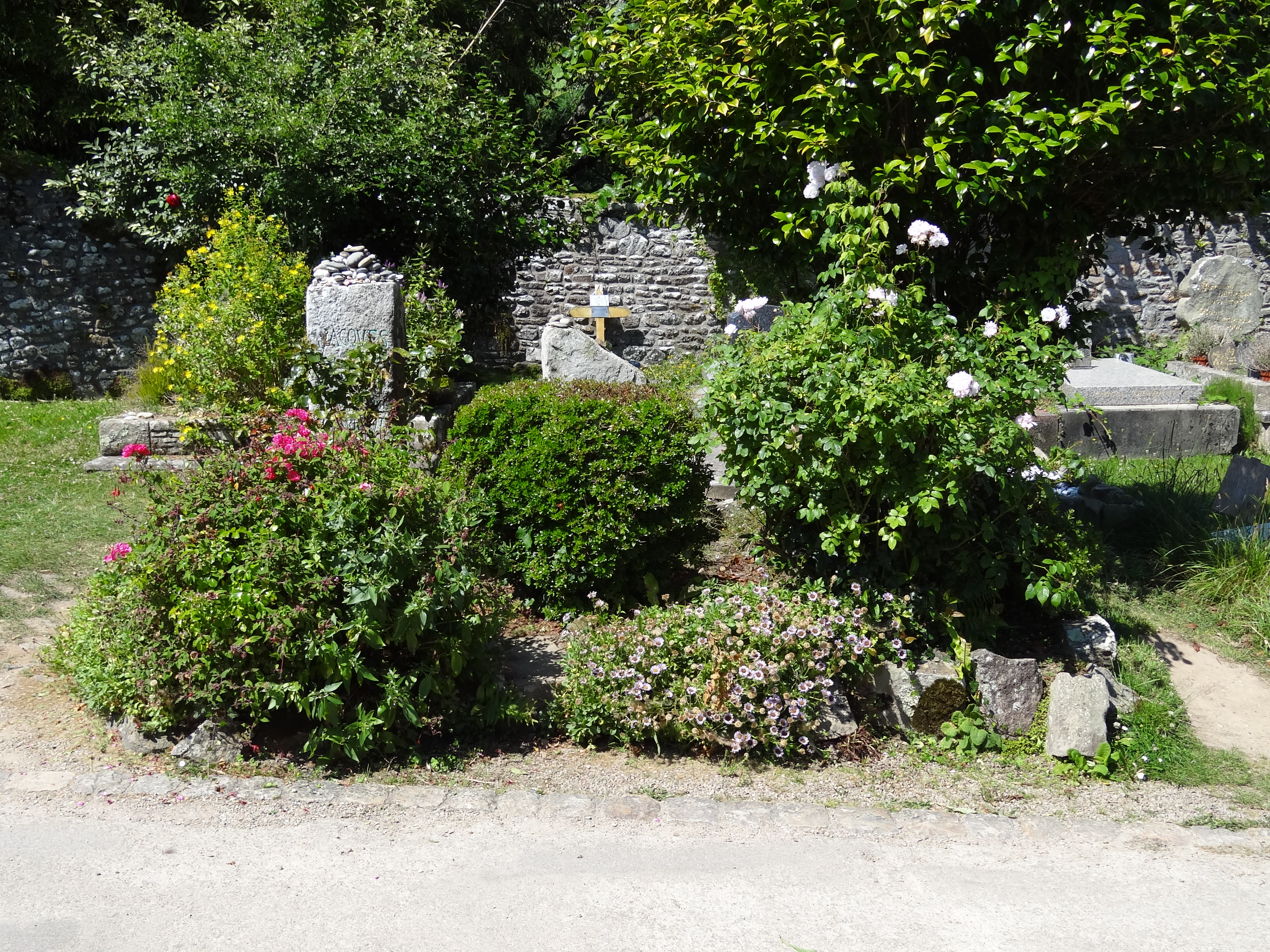
La tombe de Jacques Prévert et de sa famille.

## Son œuvre

### Langage et style

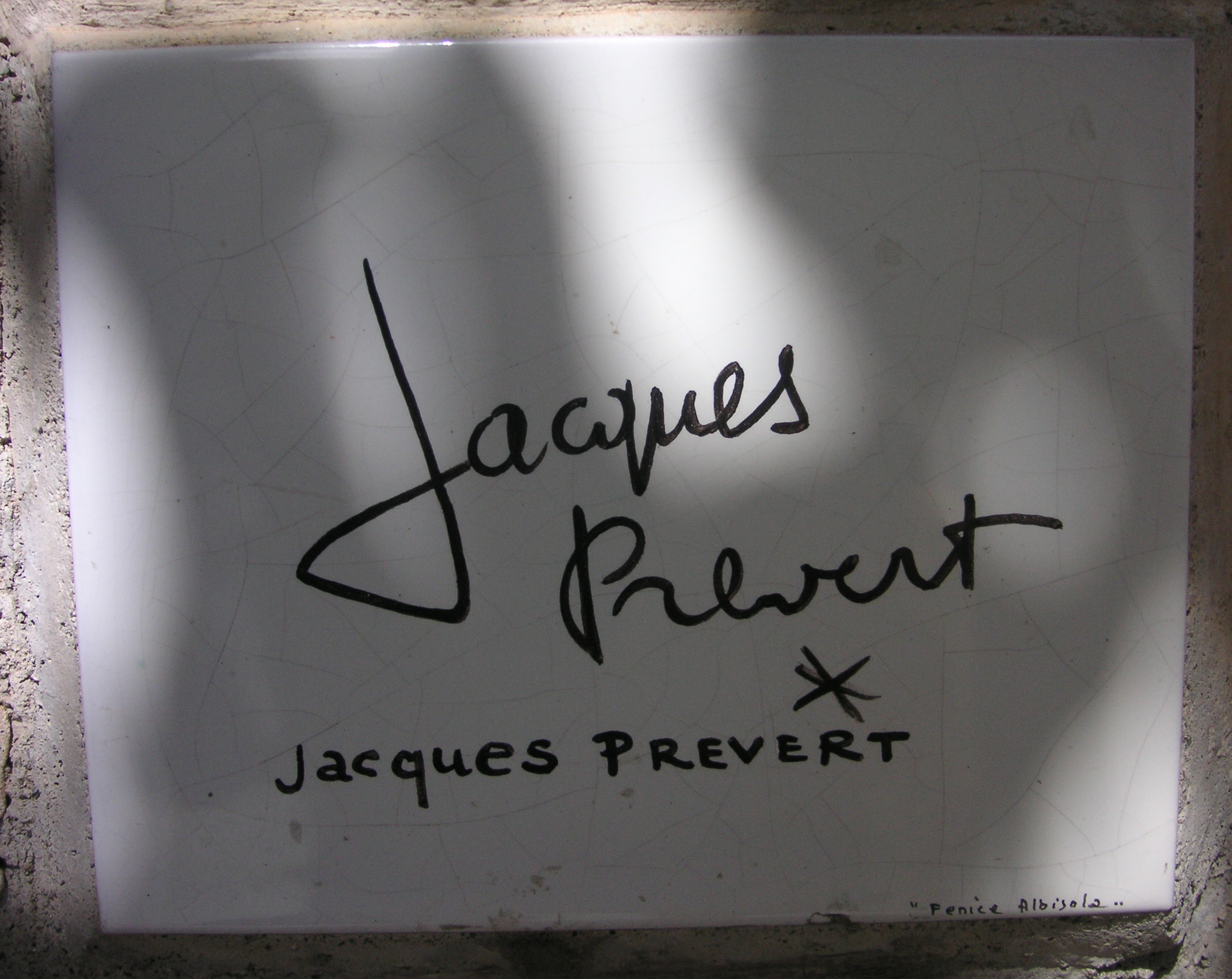
Autographe de Jacques Prévert à Alassio.

Prévert fait éclater le caractère conventionnel du discours par le jeu des mots. Sa poésie est constamment faite de jeux sur le langage (calembours, inventions burlesques, néologismes, lapsus volontaires…) dont le poète tire des effets comiques inattendus (un humour parfois noir), des significations doubles ou encore des images insolites.
Ses poèmes fourmillent de jeux de sons, de combinaisons pour l'oreille (allitérations, rimes et rythmes variés) qui paraissent faciles, mais dont Prévert fait un usage savant. Enfin, il ne faut pas négliger, comme l'a fait remarquer Danièle Gasiglia-Laster dans son introduction aux Œuvres complètes de Prévert dans la Bibliothèque de la Pléiade, les apports du surréalisme dont on retrouve les traces : inventaires, énumérations hétéroclites d'objets et d'individus, additions de substantifs ou d'adjectifs, etc. Il est friand des procédés de l'image, de la métaphore et de la personnification (animal, objet, humain).
Prévert s'en prend aux stéréotypes du langage, à tout ce qui est figé, imposé : « Les expressions stéréotypées, les citations célèbres, les proverbes, permettent toutes les mystifications possibles. Quand certains êtres en oppriment d'autres, ils tentent en effet de leur faire croire que ce qui se dit ou s'écrit reflète l'ordre naturel des choses : « À tout seigneur tout honneur », « Qui aime bien châtie bien », etc. Aussi Prévert va-t-il détourner de leur sens ces « messages du mensonge », les subvertir au profit de ceux qu'ils desservaient : « Cent fois sur le métier remettez votre ouvrage à demain, si on ne vous paie pas le salaire d'aujourd'hui » […], ou bien inventera à son tour des aphorismes qui insinueront d'autres rapports de force et surtout une autre conception de la société : « Quand les éboueurs font grève, les orduriers sont indignés » […]. Quand il utilise des clichés, non pas pour les mettre dans la bouche de personnages sans consistance, mais pour son propre compte, il leur fait subir une cure de jouvence, le plus souvent en les prenant à leur premier degré de signification. Ainsi, le monde de « Lanterne magique de Picasso » est-il « beau comme tout », comme la totalité de l'univers et de ses parcelles. Bousculer les automatismes se révèle en définitive vital, car à trop se contenter d'utiliser le langage tel qu'il nous est donné, avec les mêmes immuables associations, on risque de pétrifier les êtres et les choses », explique Danièle Gasiglia-Laster.
« Jacques Prévert est très attaché à la langue. Il est un gourmet des mots qui éprouve un vrai plaisir en jouant avec eux. Et cette jouissance du verbe, il la communique à ses lecteurs. Dès que les mots jaillissent, il les attrape et s’amuse : il les associe, les oppose, les détourne, les fait sonner les uns avec les autres, joue avec leurs différents sens… Il part de mots simples, « des mots de tous les jours » comme les nomme Garance/Arletty dans Les Enfants du paradis (Marcel Carné, 1945). Et, grâce à un travail d’orfèvre, il leur donne une force et une vivacité teintées d’humour — parfois noir et féroce — qui constituent sa patte. L’humour est capital. N’oublions pas que Prévert a été élevé à la distinction de Satrape du Collège de Pataphysique en qualité de fabricant de Petits Plats dans les Grands pour la définition qu’il en avait donnée dans La Nef (01/1951) : « Depuis trop longtemps on prenait l’humour à la légère, il s’agit maintenant de le prendre à la lourde » écrit Carole Aurouet dans Jacques Prévert, Paris la belle, catalogue d'exposition.
Ses principaux jeux de mots
- jeu de cortège : développement descriptif, énumération d'objets et/ou d'individus, illustré notamment dans le poème Inventaire (d'où l'expression « inventaire à la Prévert »).
- équivoque : jeu sur la double signification d'un mot, au sens propre et au sens figuré, sens courant ou sens argotique. Exemple : le titre du poème Petite tête sans cervelle, pris au figuré, prend plus tard le sens propre : l'enfant distrait sera renversé par un train.
- zeugma : procédé qui rattache grammaticalement des termes qui ne se rapportent pas logiquement l'un à l'autre. Exemple de l'auteur : Napoléon prit du ventre et beaucoup de pays.
- calembours : fondé sur une similitude de sons ou de sens.
- néologisme : création de nouveaux mots.
- mots pris à la lettre : jeux sur le sens premier des mots.
- logique de l'absurde : tout ce qui est contraire à la raison.
- allitération : répétition de consonnes.
- rime et rythme : intérieur et extérieur.
- aphorismes de fantaisie : maximes et proverbes de son imagination.
- La syllepse est la figure de style qu'il utilise avec prédilection : elle consiste à opérer des glissements entre le sens propre et le sens figuré des mots. Par exemple, dans un texte de Paroles, intitulé La Lessive, Prévert joue avec une expression populaire « laver son linge sale en famille » (qui désigne le fait de garder dans le cercle familial les éventuels « secrets honteux » qu'on peut avoir à cacher) et s'amuse à la prendre au pied de la lettre, en représentant la famille autour d'un baquet, en train de récurer la fille de la maison qui a commis une faute qui sème la zizanie dans le cercle familial.

### Scénarios
Prévert est, avec notamment Le Quai des brumes de Marcel Carné en 1938, Le Crime de monsieur Lange de Jean Renoir (1936) et Les Enfants du paradis de Marcel Carné (1945), l'un des grands scénaristes français.
Les réalisateurs avec qui il a travaillé lui accordaient une grande confiance sur l'histoire racontée par le film. Nombre de réalisateurs ont réalisé leur meilleur film avec lui, ou du moins le plus original. Nombre de ses répliques ( « —T'as de beaux yeux, tu sais ? — Embrassez-moi.») (« — François, y a plus de François ! ») ( « Paris est tout petit pour ceux qui s’aiment comme nous d’un aussi grand amour.») (« Vous êtes riche et vous voudriez être aimé comme un pauvre. Et les pauvres on ne peut quand même pas tout leur prendre, aux pauvres ! ») sont parfois plus connues que ses poèmes. Prévert qui travaillait sur les films jusqu'au mot FIN est souvent qualifié d'auteur sans que des réalisateurs aussi talentueux que Renoir, Carné ou Grémillon en prennent ombrage.
Il a travaillé près de trente ans avec Paul Grimault sur Le Roi et l'Oiseau, et, alors que Paul Grimault avait enfin trouvé les moyens de finir son film, et que Prévert était à l'article de la mort, il a travaillé sur les dialogues jusqu'à son dernier souffle. La veille de sa mort, il envoie un télégramme à Paul Grimault avec ces mots : « Et s'il n'en reste qu'un, nous serons ces deux-là. » Le Roi et l'Oiseau s'achève sur la libération d'un oiseau enfermé dans sa cage par le robot destructeur, libéré lui aussi, et qui, dès que l'oiseau s'envole, écrase la cage d'un coup de poing.
Dans le cinéma, son nom est attaché aux grandes œuvres de la période du cinéma français de 1935 à 1945. Après guerre, l'insuccès commercial du film Les Portes de la nuit sera le prétexte aux productions de cinéma pour ne plus travailler avec cet auteur trop engagé, et trop indépendant pour se soumettre à leurs ordres[réf. nécessaire]. Il continue comme scénariste, avec encore de belles réussites, comme Les Amants de Vérone d'André Cayatte (1948), les films réalisés avec Paul Grimault, notamment Le Roi et l'Oiseau dont il est question plus haut, les films réalisés pour la télévision avec Pierre Prévert, Le Petit Claus et le Grand Claus (1964), La Maison du passeur (1965). Mais à partir de la publication de Paroles, il se consacre davantage à ses textes publiés en recueils.
En 2007 fut créé par l'Union Guilde des scénaristes (devenu depuis la Guilde française des scénaristes) le prix Jacques-Prévert du scénario. Avec l'accord de sa petite-fille, Eugénie Bachelot-Prévert, le prix rend hommage à celui que l'on considère comme un grand scénariste. La récompense (souvent décernée le 4 février, la date d'anniversaire du poète) est remise au meilleur scénario, parmi les films français sortis dans l'année, par un jury composé de scénaristes.

### Chansons
La musique classique
Prévert a écrit un certain nombre de poèmes en hommage à des œuvres musicales qu'il appréciait. Il a, en 1974, participé, à la demande d'Arnaud Laster, à une émission diffusée sur France Musique, L'Antenne de France-Musique est à Jacques Prévert. Dans cet entretien avec A. Laster, enregistré dans la maison qu'il habitait alors avec sa femme Janine à Omonville-la-Petite, il parle de son goût pour des musiciens aussi divers que Alban Berg, Georges Bizet, Igor Stravinsky, Antonio Vivaldi, Erik Satie, Haendel, Carl Orff… C'est le peintre autrichien Lucas Suppin qui a mis en relation Jacques Prévert avec Carl Orff. Nous apprenons également dans ces lettres de Suppin que Orff, Suppin et Prévert avaient un projet commun autour d'un livre (probablement autour du thème d'Œdipe), mais celui-ci ne s'est jamais réalisé.
Prévert entretenait avec Carl Orff une proximité amicale comme en témoignent ses dédicaces régulières, dont une datée de 1959 : « à Carl Orff, à sa musique - Jacques Rêve-vert ». Un poème publié dans Choses et autres, Carmina Burana (titre d'une cantate scénique de Carl Orff : Carmina Burana) rend hommage à ces chants profanes. Ce poème sera repris dans l'ouvrage Carmina Burana (Manus Press 1965) illustré de partitions de Carl Orff et de dessins de HAP Grieshaber.
Prévert entend dans la musique de Carl Orff, écrit Arnaud Laster, « un hymne à la beauté et à l'amour » et « une revendication du bonheur qui rejoint la sienne ». L'un et l'autre ont travaillé l'histoire d'Agnès Bernauer : Die Bernauerin pour Carl Orff en 1947 et Agnès Bernauer pour Prévert en 1961 dans le film Les Amours célèbres de Michel Boisrond.

## Réception
« Le titre du recueil Paroles », notent Danièle Gasiglia-Laster et Arnaud Laster, « sonne comme un défi, un refus de se soumettre à la tradition qui privilégie l'écrit et l'imprimé ; ce que confirment les propos de Prévert rapportés par un journaliste : « Il n'est pas vrai que les écrits restent. Ce sont les paroles ». Propos qui font écho, en plus provocateurs, à ceux qu'il avait déjà mis dans la bouche d'un facteur - homme de lettres à sa manière, un confrère en somme : « les écrits s'envolent, les paroles restent » [Drôle d'immeuble, La Pluie et le Beau Temps]. Donne-t-il par là raison à un critique de Paroles qui se demandera — sans penser particulièrement au titre — s'il ne s'agirait pas « sous couleur de désinvolture d'une démarche poétique particulièrement ambitieuse ? » Il est permis de le soutenir, même si Prévert vise moins à substituer une hiérarchie à une autre qu'à suggérer, à la faveur d'un renversement, l'égale valeur de tous les modes d'expression. »

Carole Aurouet en fait le commentaire suivant : 

« Outre les thèmes abordés, Paroles est également novateur, atypique et détonant, par sa forme et son style. C’est un recueil placé sous le signe de l’éclectisme dans lequel on trouve aussi bien des textes courts que des chansons, des histoires, des instantanés et des inventaires. Prévert y mélange les genres. Il ne s’inscrit dans aucune taxinomie poétique. Par ailleurs, il tord le cou aux règles de versification classique, tant au niveau du rythme que de la disposition ou de la ponctuation. Prévert a notamment gardé de son passage par le surréalisme une façon singulière de détruire les clichés langagiers et les lieux communs. Il attire, par exemple, l’attention de ses lecteurs sur l’arbitraire du signe. Il use avec brio des contrepèteries, des calembours, des équivoques et des allégories. Il rend hommage en quelque sorte au langage populaire. »

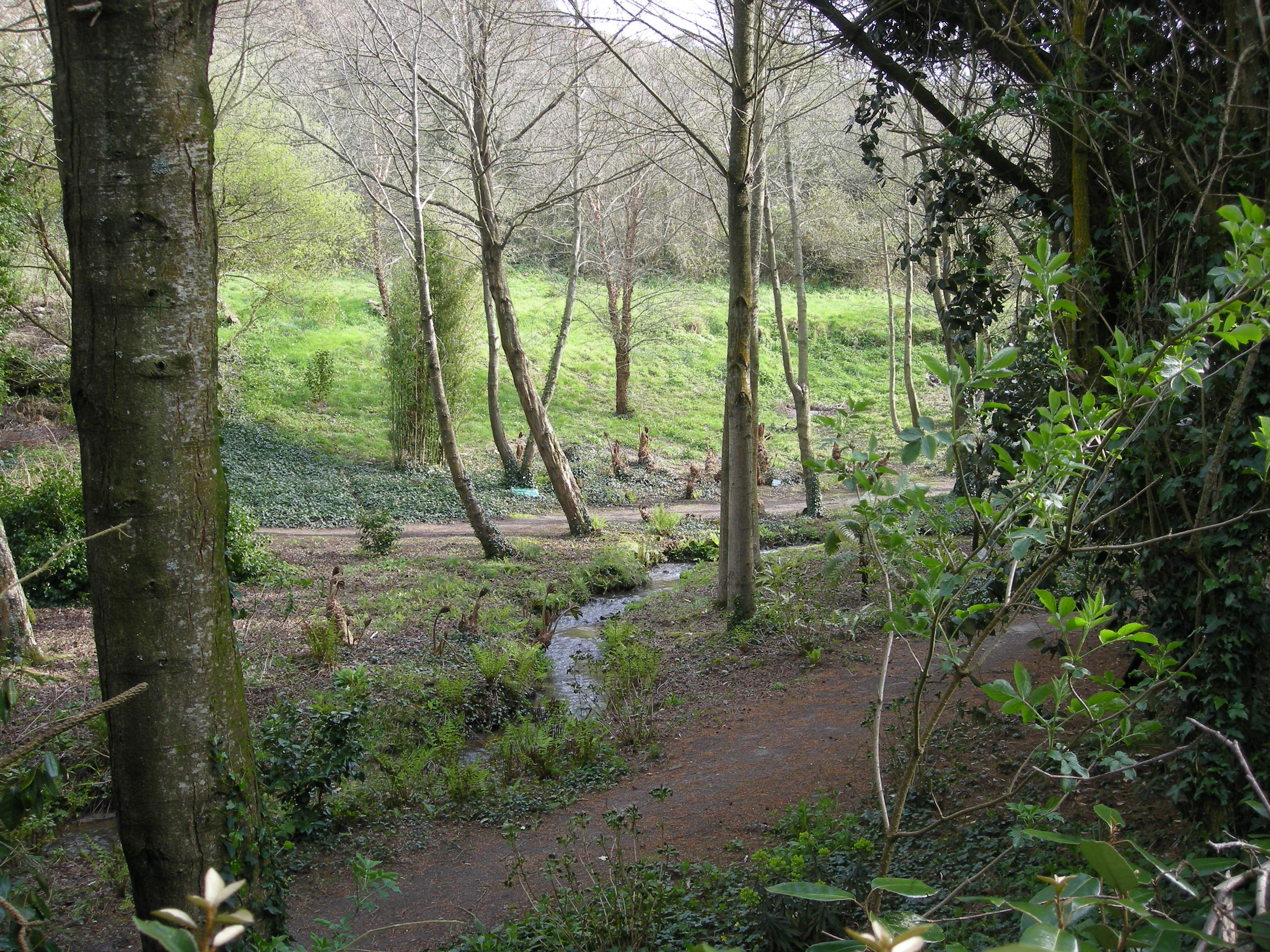
Jardin en hommage à Jacques Prévert à Saint-Germain-des-Vaux.

Prévert étant devenu Transcendant Satrape du Collège de 'Pataphysique en 1953, et « le Collège ne prenant pas en compte des transformations aussi peu importantes que le décès, il y demeure président mémorial de la Sous-Commission des Paraphrases. »
Danièle Gasiglia-Laster précise, dans son analyse sur Paroles parue dans la collection Foliothèque de Gallimard : 

« Que le poète sache manier l'extrême concision ne fait pas de doute, mais il excelle aussi dans les grands textes foisonnants où il met alors en scène de multiples personnages qui évoluent dans des environnements variés. »

L'écrivain Roger Bordier fera un éloge politique de Jacques Prévert dans la revue Europe : 

« Du côté des exploités, des pauvres, des démunis, Prévert a crié la scandaleuse organisation de la misère, la honte du crime institutionnalisé, les tartufferies d'une presse aux ordres, la sadique organisation d'une puissance industrielle […] qui confond ses bénéfices personnels avec les biens de la nation. »

L'écrivain Pierre Jourde, ironisant sur l'admiration de Frédéric Beigbeder pour Prévert dans son Dernier inventaire avant liquidation, commente : 

« Après avoir reconnu que Prévert, c'est parfois un peu simplet, plein de vérités premières, de gentils poncifs et de facilités, l'essayiste [Beigbeder] s'élève malgré tout contre ceux qui le dénigrent. Il nous révèle en effet que, si la critique n'aime pas Prévert, ce n'est pas parce que sa poésie est faible, non, c'est parce qu'elle est populaire. »

Michel Houellebecq se montre à son tour particulièrement hermétique à la poésie de Jacques Prévert mais la conclusion de l'article où il attaque l'auteur de Paroles — qui fait encore polémique — montre à l'évidence que c'est le « libertaire » qui est visé : 

« Jacques Prévert est quelquʼun dont on apprend des poèmes à lʼécole. Il en ressort quʼil aimait les fleurs, les oiseaux, les quartiers du vieux Paris, etc. Lʼamour lui paraissait sʼépanouir dans une ambiance de liberté ; plus généralement, il était plutôt pour la liberté, portait une casquette et fumait des Gauloises […]. À lʼépoque on écoutait Vian, Brassens… Amoureux qui se bécotent sur les bancs publics, baby-boom, construction massive de HLM pour loger tout ce monde-là. Beaucoup dʼoptimisme, de foi en lʼavenir, et un peu de connerie. […] Le « travail du texte », chez Prévert, reste embryonnaire : il écrit avec limpidité et un vrai naturel, parfois même avec émotion ; il ne sʼintéresse ni à lʼécriture, ni à lʼimpossibilité dʼécrire ; sa grande source dʼinspiration, ce serait plutôt la vie. Il a donc, pour lʼessentiel, échappé aux thèses de troisième cycle. Aujourdʼhui cependant il entre à la Pléiade, ce qui constitue une seconde mort. Son œuvre est là, complète et figée. Cʼest une excellente occasion de sʼinterroger pourquoi la poésie de Jacques Prévert est-elle si médiocre, à tel point quʼon éprouve parfois une sorte de honte à la lire ? Lʼexplication classique (parce que son écriture « manque de rigueur ») est tout à fait fausse ; à travers ses jeux de mots, son rythme léger et limpide, Prévert exprime en réalité parfaitement sa conception du monde. La forme est cohérente avec le fond, ce qui est bien le maximum quʼon puisse exiger dʼune forme. Dʼailleurs quand un poète sʼimmerge à ce point dans la vie, dans la vie réelle de son époque, ce serait lui faire injure que de le juger suivant des critères purement stylistiques. Si Prévert écrit, cʼest quʼil a quelque chose à dire ; cʼest tout à son honneur. Malheureusement, ce quʼil a à dire est dʼune stupidité sans bornes ; on en a parfois la nausée. Il y a de jolies filles nues, des bourgeois qui saignent comme des cochons quand on les égorge. Les enfants sont dʼune immoralité sympathique, les voyous sont séduisants et virils, les jolies filles nues donnent leur corps aux voyous ; les bourgeois sont vieux, obèses, impuissants, décorés de la Légion dʼhonneur et leurs femmes sont frigides ; les curés sont de répugnantes vieilles chenilles qui ont inventé le péché pour nous empêcher de vivre. On connaît tout cela ; on peut préférer Baudelaire. […] Lʼintelligence nʼaide en rien à écrire de bons poèmes ; elle peut cependant éviter dʼen écrire de mauvais. Si Jacques Prévert est un mauvais poète cʼest avant tout parce que sa vision du monde est plate, superficielle et fausse. Elle était déjà fausse de son temps ; aujourdʼhui sa nullité apparaît avec éclat, à tel point que lʼœuvre entière semble le développement dʼun gigantesque cliché. Sur le plan philosophique et politique, Jacques Prévert est avant tout un libertaire ; cʼest-à-dire, fondamentalement, un imbécile. »

Philippe Forest s'en prend, lui, à ceux qui attaquent Hugo, Aragon ou Prévert — dont il estime que Tentative de description d'un dîner de têtes à Paris-France est un texte « merveilleux » — et pense qu'il faut en finir avec « une lecture stéréotypée de l'histoire littéraire. Peu de lecteurs lucides ont ouvert la voie. Il y a eu en effet Bataille, l'un des rares à prendre au sérieux Paroles - l'un des plus grands livres, pourtant, du siècle passé. Mais connaissez-vous beaucoup de thuriféraires de Histoire de l'œil qui se souviennent du texte que Bataille a consacré à Prévert ? Voilà qui compliquerait beaucoup la réflexion routinière de la critique. Et si les mauvais sentiments, au fond, ne produisaient jamais que de la mauvaise littérature ? Et si le roman, la poésie vraie étaient en fait du parti de cette chose si désuète, démodée qu'on nommait autrefois la bonté ? Cette pensée-là, il a fallu toute sa vie à quelqu'un comme Roland Barthes pour avoir le courage de l'exprimer. Il est vrai qu'elle est assez scandaleuse pour qu'il nous faille tout le siècle à venir pour en méditer l'énigme. »
En 2017, le metteur en scène Laurent Pelly propose une création au Théâtre national de Toulouse où il choisit d'explorer l'œuvre de Jacques Prévert, « non celle que l'on entend sur les bancs de l'école, mais celle de l'homme libertaire, subversif, antimilitariste et anticlérical. »

## Œuvres

### Poésie
- 1945 : Le Cancre
- 1946 : Paroles[54]
- 1946 : Histoires ; édition augmentée avec André Verdet, 1949
- 1946 : Histoires et d'autres histoires
- 1947 : Les Enfants qui s'aiment
- 1949 : Spectacle
- 1951 : Grand Bal du Printemps
- 1955 : La Pluie et le Beau Temps
- 1955 : Lumières d’homme
- 1966 : Fatras
- 1970 : Imaginaires
- 1972 : Choses et autres
- Posthume
  - 1980 : Soleil de nuit, édition préparée par Arnaud Laster avec le concours de Janine Prévert
  - 1984 : La Cinquième Saison, édition préparée par Arnaud Laster et Danièle Gasiglia-Laster avec le concours de Janine Prévert

### Théâtre
- 1933 : La Famille tuyau de poêle, relatant les péripéties d'une famille bourgeoise dépravée.
- 1951 : Dîner de têtes, masques réalisés par Elsa Henriquez
- 1995 : Attention au Fakir ! Suivi de textes pour la scène et l'écran, textes réunis et présentés par André Heinrich, Gallimard
- 2007 : Octobre, sketches et chœurs parlés pour le groupe Octobre (1932-1936) réunis et commentés par André Heinrich, Gallimard

### Entretiens
- Hebdromadaires, propos de J. Prévert recueillis et commentés par André Pozner, La Chapelle-sur-Loire, G. Authier, 1972 ; Paris, Gallimard, coll. « Folio », 1974 ; nouvelle éd. revue et augmentée, Paris, Gallimard, 1982  (ISBN 2-07-020972-5)

### Livres d'art et collages
- 1951 : Grand Bal du printemps, avec le photographe Izis
- 1952 : Charmes de Londres, avec le photographe Izis
- 1964 : Jean-Jacques Morvan - Dix ans de peinture, 1951-1961, co-écrit avec André Parinaud, David Ojalvo, Jean Chaumely et Jean Bouret, éditions du musée de Morlaix
- 1967 : Arbres, avec des gravures sur cuivre de Georges Ribemont-Dessaignes, tiré en taille-douce par Raymond Haasen sur du papier du Moulin à papier de Richard-de-Bas, in-4 en feuilles, 80 pages, 36 x 46 cm
- Diurnes, avec Pablo Picasso et le photographe André Villers
- Couleur de Paris, avec le photographe Peter Cornelius
- Carmina Burana, avec le compositeur Carl Orff et le peintre HAP Grieshaber
- Le Cirque d'Izis, avec Marc Chagall et Izis
- Les chiens ont soif, avec Max Ernst
- Varengeville, avec Georges Braque
- Fêtes, avec Alexander Calder
- 1973 : Eaux-fortes, avec Marcel Jean
- Adonides, avec Joan Miró
- 1982 : Collages, Gallimard, 1982 ; préface de Philippe Soupault, textes d'André Pozner

### Livres pour enfants
Si plusieurs livres pour la jeunesse ont paru après la mort de Jacques Prévert sous sa signature, celui-ci n'y est pour rien. Ces volumes post mortem ont été constitués à partir de textes extraits de ses recueils. De son vivant, il n'avait conçu et publié que six livres pour les enfants.
- 1947 : Contes pour enfants pas sages
- 1947 : Le Petit Lion, avec des photographies d'Ylla
- 1950 : Des bêtes, avec des photographies d'Ylla
- 1952 : Lettre des îles Baladar, avec des illustrations d'André François
- 1952 : Guignol, avec des peintures d'Elsa Henriquez
- 1953 : L'Opéra de la lune, avec des illustrations de Jacqueline Duhême

Deux films pour enfants dont Prévert est le co-auteur ont fait l'objet d'une publication :
- 1952 : Bim le petit âne de J. Prévert et Albert Lamorisse
- 1980 : Le Roi et l'Oiseau de J. Prévert et Paul Grimault

### Cinéma
- Cinéma. Scénarios inédits, Gallimard, coll. « Folio », mars 2017 (préface de N.T. Binh, présentation des scénarios inédits et commentaires de la filmographie par Carole Aurouet)

### Participation à un ouvrage militant
- Hervé Bazin, Marc Beigbeder, Jean-Marie Domenach, Francis Jeanson, Michel Leiris, Jacques Madaule, Marcel Mer, Jean Painlevé, Roger Pinto, Jacques Prévert, Roland de Pury, J.H. Roy, Vercors et Louis de Villefosse (préf. Jean-Paul Sartre), L'Affaire Henri Martin (collectif), Paris, Gallimard, coll. « NRF / Hors série Connaissance », 29 octobre 1953, 296 p. (ISBN 2-07-024836-4, présentation en ligne)

### Anthologie, œuvres complètes
- Jacques Prévert, un poète (textes choisis et présentés par Arnaud Laster), Gallimard, coll. « Folio junior en poésie », 1980 ; nouvelle éd., 1993
- Œuvres complètes, édition établie, présentée et annotée par Danièle Gasiglia-Laster et Arnaud Laster, Bibliothèque de la Pléiade, Gallimard, t. I, 1992 ; t. II, 1996

### Préface
- Pierre Osenat, Poèmes choisis, préface de Jacques Prévert, illustrations de Jean Vénitien et Guillemette Morand, éditions Armand Henneuse, Paris, 1969

### Peintures
- La Bienheureuse Jeanne d’Arc, 1972, collage sur papier, 38 x 29 cm, musée des Beaux-Arts d'Orléans[55].

## Poèmes et textes mis en chanson
- 1954 : Jacques Prévert dit "Paroles", à la guitare Henri Crolla (album 25 cm, coll. « Auteurs du XXe siècle », Philips P76.708) (20 titres)
- 1957 : Les Frères Jacques chantent Prévert (album 30 cm Philips Réalités V1) (15 titres)
- 1959 : Récital 1958 au Théâtre de L'Étoile (double album d'Yves Montand, Philips 77.321 et 77.322) (2 titres)
- 1962 : Yves Montand chante Jacques Prévert (album Philips 77.479) (15 titres)
- 1978 : Jacqueries (LP Philips 9101 201), réédité en CD (Mercury 586 642-2) sous le nom Catherine Ribeiro chante Jacques Prévert
- 1999 : Vanina Michel, Prévert inédit - malgré moi. V. Michel interprète : Malgré moi, Cable confidentiel, Rain song, Refrains enfantins, Simple comme bonjour, Peinture de Luc Simon, Cœur de rubis, Au coin d'une rue, Songs of Caruso, Le bouquet. Didier Lockwood joue sur cinq morceaux (CD Adami, 3 355240 243821).
- 2000 : Je suis comme ça, Lio chante Prévert
- 2003 : Cœur de rubis, enregistrement du récital Lio chante Prévert
- 2010 : Chanson des sardinières[56], et autres textes mis en musique par Hervé Krief pour le spectacle Prévert et champs de révolte
- 2011 : Le soleil brille pour tout le monde ?, album composé et interprété par Frédéric Nevchehirlian (12 titres)
- 2016 : Jacques Prévert, ces chansons qui nous ressemblent (coffret 70 chansons et poèmes), productions Jacques Canetti

## Filmographie

### Comme scénariste, adaptateur, ou dialoguiste
- 1928 : Souvenir de Paris de Pierre Prévert, Marcel Duhamel scénario
- 1932 : Baleydier de Jean Mamy adaptation et dialogues
- 1932 : Comme une carpe de Claude Heymann, scénario, adaptation et histoire
- 1932 : L'affaire est dans le sac de Pierre Prévert, scénario et dialogues
- 1933 : Ciboulette de Claude Autant-Lara, adaptation et dialogues
- 1933 : Si j'étais le patron de Richard Pottier, scénario
- 1934 : Taxi de minuit d'Albert Valentin
- 1934 : L'Hôtel du libre échange de Marc Allégret
- 1935 : Un oiseau rare de Richard Pottier
- 1936 : Moutonnet de René Sti, adaptation et dialogues
- 1936 : Jenny de Marcel Carné
- 1936 : Le Crime de monsieur Lange de Jean Renoir, adaptation et dialogues
- 1937 : 27, rue de la Paix de Richard Pottier, adaptation
- 1937 : Drôle de drame de Marcel Carné, adaptation et dialogues
- 1937 : L'Affaire du courrier de Lyon de Claude Autant-Lara et Maurice Lehmann, dialogues
- 1938 : Ernest le rebelle de Christian-Jaque, dialogues
- 1938 : Les Disparus de Saint-Agil de Christian-Jaque, dialogues (non crédité)
- 1938 : Le Quai des brumes de Marcel Carné, scénario et dialogues
- 1939 : The Mysterious Mr Davis de Claude Autant-Lara
- 1939 : Le jour se lève de Marcel Carné, adaptation et dialogues
- 1941 : Remorques de Jean Grémillon, adaptation et dialogues
- 1941 : Une femme dans la nuit de Edmond T. Gréville, adaptation et dialogues (non crédité)
- 1941 : Le soleil a toujours raison de Pierre Billon, adaptation et dialogues
- 1942 : Les Visiteurs du soir de Marcel Carné, scénario et dialogues
- 1943 : Lumière d'été de Jean Grémillon, dialogues
- 1943 : Adieu Léonard de Pierre Prévert, scénario et dialogues
- 1945 : Les Enfants du paradis de Marcel Carné, scénario et dialogues
- 1945 : Sortilèges de Christian-Jaque, adaptation et dialogues
- 1946 : Aubervilliers d'Éli Lotar, commentaires et paroles des chansons
- 1946 : Les Portes de la nuit de Marcel Carné, scénario et dialogues
- 1946 : Voyage Surprise de Pierre Prévert, scénario et dialogues
- 1947 : L'Arche de Noé d'Henry Jacques, adaptation et dialogues
- 1947 : Le Petit soldat de Paul Grimault
- 1947 : La Fleur de l'âge de Marcel Carné - film inachevé
- 1949 : Les Amants de Vérone de André Cayatte, dialogues
- 1950 : Souvenirs perdus de Christian-Jaque
- 1950 : Bim le petit âne de Albert Lamorisse, écriture et commentaire
- 1950 : La Marie du port de Marcel Carné, dialogues (non crédité)
- 1953 : La Bergère et le Ramoneur de Paul Grimault, scénario, adaptation et dialogues
- 1956 : Notre-Dame de Paris de Jean Delannoy
- 1958 : La Seine a rencontré Paris de Joris Ivens
- 1959 : Paris la belle de Pierre Prévert, voix
- 1961 : Les Amours célèbres de Michel Boisrond, adaptation et dialogues
- 1964 : Le Petit Claus et le Grand Claus de Pierre Prévert d'après le conte d'Hans Christian Andersen
- 1966 : À la belle étoile de Pierre Prévert, adaptation
- 1970 : Le Diamant de Paul Grimault
- 1980 : Le Roi et l'Oiseau de Paul Grimault, scénario, adaptation et dialogues (seconde version de La Bergère et le Ramoneur)

### Comme acteur
- 1924 : Les Grands de Henri Fescourt : le futur polytechnicien
- 1950 : La vie commence demain de Nicole Vedrès : lui-même

## Hommages et postérité

### Dans la chanson
- La Chanson de Prévert, chanson de Serge Gainsbourg de 1961 inspirée de la célèbre chanson Les Feuilles mortes, d'Yves Montand, écrite et composée par Jacques Prévert et Joseph Kosma.

### Dans la fiction
- Dans le téléfilm Arletty, une passion coupable (2015) d'Arnaud Sélignac, il est joué par Marc Citti.

### Lieux nommés en son honneur

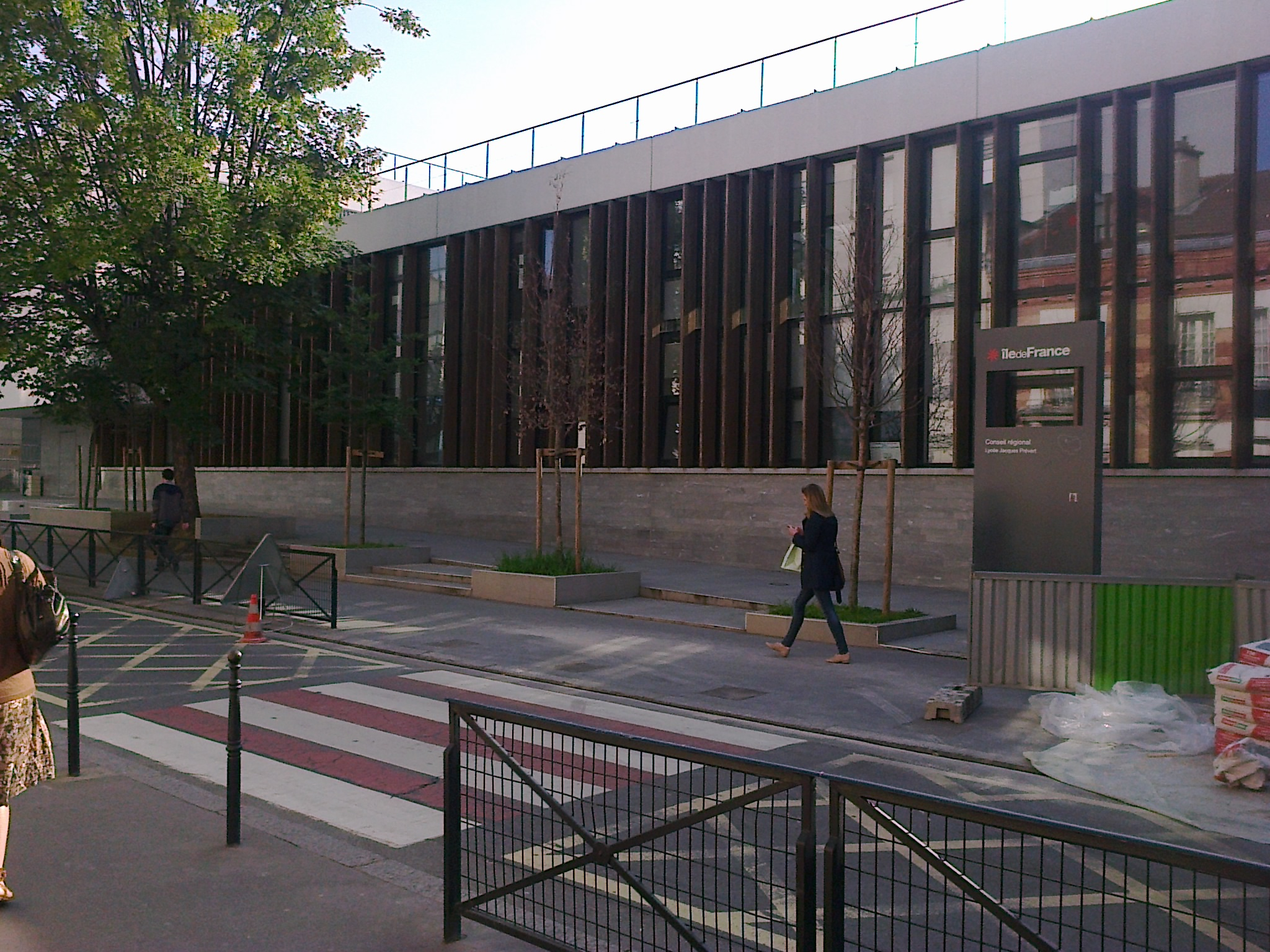
De nombreux établissements scolaires portent le nom de Jacques Prévert (ici le lycée Jacques-Prévert de Boulogne-Billancourt). Un an avant sa mort et pour la première fois, une école de la Vienne portant son nom avait été inaugurée.

Suivant les sources, Jacques Prévert est le deuxième ou troisième homme le plus célébré au fronton des 67 000 établissements scolaires français.
En 2015, le journal Le Monde recense pas moins de 472 écoles, collèges et lycées portant son nom, derrière Jules Ferry (642), mais devant Jean Moulin (434), Jean Jaurès (429), Jeanne d'Arc (423), Antoine de Saint-Exupéry (418), Victor Hugo (365), Louis Pasteur (361), Marie Curie (360), Pierre Curie (357), Jean de la Fontaine (335).
En 2017, le journal Le Parisien le donne en troisième position avec 440 établissements, derrière Saint Joseph (915) et Jules Ferry (603) mais devant Jean Jaurès (393), Sainte Marie (390), Jean Moulin (389), Saint-Exupéry (389) et Jeanne d'Arc (384).
De très nombreuses communes ont donné son nom à une voie publique, dont Paris avec la rue Jacques-Prévert, une nouvelle voie créée dans le 20e arrondissement et nommée en 1987.
Plusieurs bibliothèques municipales portent son nom dont celle de Cherbourg où une statue du poète se trouve devant le bâtiment.
En 2022, à la suite d'une consultation, son nom est donné à un amphithéâtre de l'université de Bretagne-Occidentale, à Brest.
L'astéroïde (18624) Prévert est nommé en son honneur.